# Epidesma hypoleuca
Epidesma hypoleuca är en fjärilsart som beskrevs av George Francis Hampson 1898. Epidesma hypoleuca ingår i släktet Epidesma och familjen björnspinnare. Inga underarter finns listade i Catalogue of Life.